# Chasseneuil-du-Poitou
Chasseneuil-du-Poitou é uma comuna francesa na região administrativa da Nova Aquitânia, no departamento de Vienne. Estende-se por uma área de 17,61 km². Em 2010 a comuna tinha 4 738 habitantes (densidade: 269,1 hab./km²).